# Sanabor
Sanabor falu Szlovéniában, a Goriška statisztikai régióban, Vipavától északra, a hegyekben fekvő település. Közigazgatásilag Vipavához tartozik.
Az 1991-es népszámlálási adatok alapján a falu lakossága 84 fő volt, amelyből 83 szlovén, 1 fő pedig ismeretlen nemzetiségű volt.
A falu templomát Dániel próféta tiszteletére emelték és Col település egyházközséghez tartozik.

## Fordítás
- Ez a szócikk részben vagy egészben  a   Sanabor című angol Wikipédia-szócikk ezen változatának fordításán alapul.  Az eredeti cikk szerkesztőit annak laptörténete sorolja fel. Ez a jelzés csupán a megfogalmazás eredetét és a szerzői jogokat jelzi, nem szolgál a cikkben szereplő információk forrásmegjelöléseként.